# Rite Here Rite Now (Original Motion Picture Soundtrack)
Rite Here Rite Now (Original Motion Picture Soundtrack) ist das erste Soundtrackalbum der schwedischen Heavy-Metal-Band Ghost. Das Album erschien am 26. Juli 2024 über Spinefarm Records.

## Entstehung
Das Soundtrackalbum enthält 18 Titel, von denen 17 bei den Konzerten, die die Band im Kia Forum in Inglewood am 11. und 12. September 2023 im Rahmen ihrer Imperatour spielten. Es waren die beiden letzten Konzerte der Tournee, für die die Band ein Handyverbot aussprach, um Leaks zu vermeiden. Während der beiden Konzerte spielte die Band zusätzlich noch die Lieder He Is, Ritual, Con Clavio Con Dio, Year Zero und Mummy Dust, die jedoch nicht für das Album verwendet wurden. Bei dem Lied If You Have Ghosts (Chamber Version) handelt es sich um eine Akustikversion des Titels. Am 21. Juni 2024 hatte die Band das bislang unveröffentlichte Lied The Future Is a Foreign Land erschien am 21. Juni 2024 und ist das dritte Lied der so genannten „1969 Sessions“, aus der die beiden Lieder der EP Seven Inches of Satanic Panic entstammten. Das Albumcover bezieht sich auf die fiktive Bandgeschichte und zeigt einen Friedhof bei Nacht. Aus einem Grab werden zwei Arme ausgestreckt. Die Person hält ein Saxofon in der linken Hand.

## Titelliste
| 1. Imperium – 1:40 2. Kaisarion – 4:57 3. Rats – 4:28 4. Faith – 5:09 5. Spillways – 4:39 6. Cirice – 5:54 7. Absolution – 5:08 8. Call Me Little Sunshine – 4:48 9. Watcher in the Sky – 6:23 | 1. If You Have Ghosts (Chamber Version) – 5:21 2. Twenties – 5:34 3. Miasma – 6:18 4. Mary on a Cross – 4:58 5. Respite on the Spitalfields – 7:11 6. Kiss the Go-Goat – 3:20 7. Dance Macabre – 5:28 8. Square Hammer – 5:09 9. The Future Is a Foreign Land – 3:45 |

## Rezeption

### Rezensionen
Alexander Cordas vom Onlinemagazin laut.de lobte das Album als „Sammelsurium aus Bangern der Ghost-Historie“. Das Album enthält „Hooks zum Niederknien“, die von „Virtuosen ihres Faches“ gespielt wurden. Allerdings kritisierte er den „ganz offensichtlich aufpolierten Sound“ und das „Fehlen der starken Nummern“, die gespielt wurden, aber nicht auf dem Album auftauchten. Cordas vergab vier von fünf Punkten. Ingo Scheel vom Magazin Visions schrieb, dass der Soundtrack zum Film als „mitreißendes Best-of inklusive einem zuvor unveröffentlichten Song unterhält“. Das abschließende Lied The Future Is a Foreign Land wäre „im besten Sinne altmodisch“, wäre aber eine „überraschend leichtfüßige Ergänzung zum Breitwandsound der Liveaufnahmen“.

### Chartplatzierungen
| ChartsChartplatzierungen            | Höchstplatzierung | Wochen |
| ----------------------------------- | ----------------- | ------ |
| Deutschland (GfK)                   | 6 (… Wo.)         | …      |
| Österreich (Ö3)                     | 7 (1 Wo.)         | 1      |
| Schweden (GLF)                      | 1 (2 Wo.)         | 2      |
| Schweiz (IFPI)                      | 9 (1 Wo.)         | 1      |
| Vereinigte Staaten (Billboard)      | 21 (1 Wo.)        | 1      |
| Vereinigte Staaten (Billboard Rock) | 5 (1 Wo.)         | 1      |
| Vereinigtes Königreich (OCC)        | 10 (1 Wo.)        | 1      |